# بلدة وينترفيلد (ميشيغان)
وينترفيلد (بالإنجليزية: Winterfield Township, Michigan)‏ هي بلدة تقع بولاية ميشيغان في الولايات المتحدة. تأسست عام March 18, 1871، تبلغ مساحتها 95 (كم²)، وترتفع عن سطح البحر 328 م، بلغ عدد سكانها 483 نسمة في عام تعداد الولايات المتحدة 2000 حسب إحصاء مكتب تعداد الولايات المتحدة وتصل الكثافة السكانية فيها 5.1 نسمة/كم2.

## وصلات خارجية
- The US50 - Cities and Towns in Michigan State
- Michigan Cities and Towns, Facts, Map, Flag, Colleges, Government, and More